# Diadocidia spinosula
Diadocidia spinosula is een muggensoort uit de familie van de Diadocidiidae. De wetenschappelijke naam van de soort is voor het eerst geldig gepubliceerd in 1948 door Tollet.